# 1812.
◄ | 18. stoljeće | 19. stoljeće | 20. stoljeće | ►
◄ | 1780-ih | 1790-ih | 1800-ih | 1810-ih | 1820-ih | 1830-ih | 1840-ih | ►
◄◄ | ◄ | 1809. | 1810. | 1811. | 1812. | 1813. | 1814. | 1815. | ► | ►►
Arhitektura • Astronomija • Biologija • Glazba • Kazalište • Kemija • Kiparstvo • Knjige • Književnost • Kršćanstvo • Meteorologija • Medicina • Politika • Pravo • Promet • Slikarstvo • Šport • Znanost

## Događaji
- Turska je osvojila Medinu.
- Louisiana priznata kao 18. američka savezna država
- Napoleonova vojska invadirala Rusiju

## Rođenja
- 7. veljače – Charles Dickens, engleski književnik († 1870.)
- 6. travnja – Aleksandr Ivanovič Hercen, ruski književnik i političar († 1870.)
- 16. travnja – Juraj Dobrila, hrvatski biskup, dobročinitelj i tiskar († 1882.)
- 16. lipnja – Vjekoslav Babukić, hrvatski jezikoslovac († 1875.)

## Smrti
- 23. siječnja – Robert Craufurd, britanski general (ubijen u bitci) (* 1764.)
- 7. ožujka – Isaac Swainson, engleski botaničar (* 1746.)
- 11. ožujka – Philip James de Loutherbourg, engleski slikar (* 1740.)
- 11. svibnja – Spencer Perceval, premijer Ujedinjenog Kraljevstva (smaknut) (* 1762.)
- 13. listopada – Isaac Brock, britanski general (ubijen u bitci) (* 1769.)
- 24. prosinca – George Beck, američki slikar i poetičar (* 1749.)

## Vanjske poveznice
|  | Zajednički poslužitelj ima još gradiva o temi 1812. |